# Back to Brooklyn
Back to Brooklyn é o oitavo álbum ao vivo da cantora estadunidense Barbra Streisand, lançado nos Estados Unidos em 25 de novembro de 2013. As gravações ocorreram em dois shows realizados no Brooklyn, durante a sexta turnê de Streisand, intitulada Barbra Live, sua primeira desde Streisand, de 2006.
Inicialmente planejado como dois shows para marcar a abertura do novo Barclays Center, no Brooklyn, o show foi anunciado como Barbra's Homecoming, já que Streisand nasceu no Brooklyn. Os shows esgotaram rapidamente e nenhuma outra data foi adicionada. Em 9 de agosto de 2012, foi anunciado que Streisand expandiria a série de shows, abrindo na Filadélfia em 8 de outubro de 2012. Em 14 de setembro, três compromissos adicionais na América foram adicionados. Uma dessas datas incluiu o Hollywood Bowl, onde a apresentação de Streisand em 1967, An Evening with Barbra Streisand, quebrou o recorde de público na época, com 17.256 pagantes. Além das localidades mencionadas, contou com outros shows nos mercados norte-americano e europeu.
A resposta da crítica ao show foi, em maioria, favorável. Em sua resenha, o jornal Ottawa Sun escreveu que: "A voz de Streisand era realmente excepcional. Íntima, mas em grande escala, só ela poderia fazer um show pequeno o suficiente para parecer pessoal, mas grande o suficiente para parecer um musical da Broadway". Miriam Di Nunzio do Chicago Sun-Times escreveu "Aos 70 anos, a cantora ainda possui uma das vozes mais puras da música, uma voz que envolve completa e suntuosamente uma sala, mesmo uma do tamanho do cavernoso United Center. Há uma intimidade e honestidade na entrega de Streisand - um deleite raro nesta era de extravagâncias de concertos sincronizados e exagerados". O Jerusalem Post escreveu em sua noite de estreia na Filadélfia: "Sua voz (e decote) eram melhores do que muitas das estrelas com metade de sua idade que estão atualmente em turnê." O Vancouver Sun afirmou que "A cantora/atriz/escritora/diretora perenemente decorada deixou uma marca indelével em seu público de Vancouver com uma performance que era pura e não diluída de classe".
Os primeiros shows no Barclays Center do Brooklyn esgotaram em um dia de venda. Depois que o show no Hollywood Bowl esgotou, uma data foi adicionada. Um segundo show em Londres na O2 Arena foi adicionado seguindo a demanda pelo primeiro show, que esgotou rapidamente. Um show em Paris já estava à venda, mas foi cancelado para dar tempo de um segundo show em Amsterdã. Tornou-se a 22ª turnê com a maio arrecadação mundial em 2012, com um faturamento de US$ 40,7 milhões advindos de 154.287 ingressos vendidos.
Em relação ao álbum, as resenhas da crítica especializada em música foram favoráveis. O site AllMusic e o o jornal New York Daily News fizeram elogios e avaliaram-no com quatro estrelas de cinco. Comercialmente, alcançou o número 189 na parada Top Current Albums. Ele também apareceu nas paradas de sucesso de outros países, tais como: Bélgica, Holanda, Alemanha e Reino Unido.

## Lista de faixas
Créditos adaptados do site AllMusic.
| N.º | Título                                                | Compositor(es)                                                                         | Duração |  |
| 1.  | "I Remember Barbra #1"                                |                                                                                        | 1:16    |  |
| 2.  | "As If We Never Said Goodbye"                         | Don Black / Christopher Hampton / Jay Landers / Charlie Midnight / Andrew Lloyd Webber | 4:51    |  |
| 3.  | "Nice 'N' Easy" / That Face"                          | Alan Bergman / Marilyn Bergman / Lew Spence                                            | 4:15    |  |
| 4.  | "The Way He Makes Me Feel"                            | Alan Bergman / Marilyn Bergman / Michel Legrand                                        | 3:25    |  |
| 5.  | "Bewitched, Bothered and Bewildered"                  | Lorenz Hart / Richard Rodgers                                                          | 2:52    |  |
| 6.  | "Didn't We"                                           | Jimmy Webb                                                                             | 2:56    |  |
| 7.  | "Marvin Hamlisch Intro"                               |                                                                                        | 1:29    |  |
| 8.  | "The Way We Were / Through the Eyes of Love"          | Alan Bergman / Marilyn Bergman / Marvin Hamlisch / Carole Bayer Sager                  | 6:22    |  |
| 9.  | "Jule Styne Intro"                                    |                                                                                        | 0:58    |  |
| 10. | "Being Good Isn't Good Enough"                        | Betty Comden / Adolph Green / Jule Styne                                               | 2:47    |  |
| 11. | "Rose's Turn / Some People / Don't Rain on My Parade" | Bob Merrill / Stephen Sondheim / Jule Styne                                            | 4:05    |  |
| 12. | "I Remember Barbra #2""                               |                                                                                        | 0:56    |  |
| 13. | "You're the Top""                                     | Jay Landers / Charlie Midnight / Cole Porter                                           | 3:42    |  |
| 14. | "What I'll Do" / My Funny Valentine"                  | Irving Berlin / Lorenz Hart / Richard Rodgers                                          | 5:06    |  |
| 15. | "Lost Inside of You"                                  | Leon Russell / Barbra Streisand                                                        | 4:19    |  |
| 16. | "Evergreen"                                           | Barbra Streisand / Paul Williams                                                       | 3:17    |  |
| 17. | "Jason Gould Intro"                                   |                                                                                        | 1:18    |  |
| 18. | "How Deep Is the Ocean?"                              | Irving Berlin                                                                          | 4:19    |  |
| 19. | "People"                                              | Bob Merrill / Jule Styne                                                               | 3:33    |  |
| 20. | "Here's to Life Intro"                                |                                                                                        | 1:02    |  |
| 21. | "Here's to Life"                                      | Artie Butler / Phyllis Molinary                                                        | 3:57    |  |
| 22. | "Make our Garden Grow"                                | Leonard Bernstein / Richard Wilbur                                                     | 5:45    |  |
| 23. | "Some Other Time Intro"                               | 2:17                                                                                   |         |  |
| 24. | "Some Other Time"                                     | Leonard Bernstein / Betty Comden / Adolph Green                                        | 4:35    |  |

| DVD |                                                       |         |  |
| N.º | Título                                                | Duração |  |
| 1.  | "Back to Brooklyn"                                    |         |  |
| 2.  | "As If We Never Said Goodbye"                         |         |  |
| 3.  | "I Remember Brooklyn (Dialogue)"                      |         |  |
| 4.  | "Nice 'N' Easy / That Face"                           |         |  |
| 5.  | "The Way He Makes Me Feel"                            |         |  |
| 6.  | "Bewitched, Bothered and Bewildered"                  |         |  |
| 7.  | "Didn't We"                                           |         |  |
| 8.  | "Smile" (participação do Il Volo)                     |         |  |
| 9.  | "Q&A"                                                 |         |  |
| 10. | "Sam, You Made The Pants Too Long"                    |         |  |
| 11. | "No More Tears (Enough is Enough)"                    |         |  |
| 12. | "The Way We Were / Through The Eyes of Love"          |         |  |
| 13. | "Being Good Isn't Good Enough"                        |         |  |
| 14. | "Rose's Turn / Some People / Don't Rain on My Parade" |         |  |
| 15. | "I Remember Barbra"                                   |         |  |
| 16. | "You're the Top"                                      |         |  |
| 17. | "What I'll Do / My Funny Valentine"                   |         |  |
| 18. | "Lost Inside of You"                                  |         |  |
| 19. | "Evergreen"                                           |         |  |
| 20. | "Nature Boy"                                          |         |  |
| 21. | "How Deep Is the Ocean?"                              |         |  |
| 22. | "People"                                              |         |  |
| 23. | "Here's to Life"                                      |         |  |
| 24. | "Make our Garden Grow / Somewhere"                    |         |  |
| 25. | "Some Other Time"                                     |         |  |
| 26. | "Happy Days Are Here Again"                           |         |  |

## Tabelas

### Tabelas semanais
| Chart (2013–14)                       | Peak position |
| ------------------------------------- | ------------- |
| Bélgica (Ultratop Flandres)           | 106           |
| Bélgica (Ultratop Valônia)            | 106           |
| Países Baixos (Dutch Charts)          | 56            |
| Alemanha (Offizielle Deutsche Charts) | 92            |
| UK Albums (OCC)                       | 102           |
| US Top Current Albums (Billboard)     | 189           |